# Becs de Bosson
Die Becs de Bosson sind ein von markanten Felstürmen gekrönter Doppelgipfel südwestlich des Ferienorts Grimentz im Schweizer Kanton Wallis. Der Berg liegt südlich des Roc d’Orzival und trennt mit diesem zusammen das Val d’Anniviers vom Val de Réchy. Er steht auf der nördlichen Grenze der Hochebene von Lona mit dem Lac de Lona.
Der Berg erreicht im Osten am Grand bec genannten Hauptgipfel eine Höhe von 3149 m ü. M., während der Petit bec genannte westliche Gipfel nur 3148,8 m ü. M. hoch ist. Die Ersteigung des Grand bec erfordert Kletterei in einem Schwierigkeitsgrad von III+ bis IV. Hingegen ist der Petit bec über eine für Bergsteiger leichte Route im Schwierigkeitsgrad I erreichbar.
Der höchste Punkt des Skigebiets von Grimentz liegt nördlich des Gipfels auf 2874 m ü. M.